# Jakobsweiler
Jakobsweiler là một đô thị thuộc thuộc huyện Donnersberg, Đức. Đô thị Jakobsweiler có diện tích 2,4 km², dân số thời điểm ngày 31 tháng 12 năm 2006 là 230 người.